# Камаши
Камаши (узб. Qamashi / Қамаши) — город, административный центр Камашинского района Кашкадарьинской области Узбекистана.

## История
Статус города — с 1978 года (до этого — кишлак).

## География
В городе расположена одноимённая железнодорожная станция (на линии Гузар — Китаб).

## Население
Этнический состав города специфичен и представляет интерес для учёных-этнографов: здесь среднеазиатские арабы проживают вместе с таджиками и цыганами-косибами.
| 1979   | 1989   | 2005   |
| ------ | ------ | ------ |
| 15 916 | 22 270 | 33 800 |

## Промышленность
В городе размещены предприятия лёгкой промышленности.